# Schwerin
För andra betydelser, se Schwerin (olika betydelser).

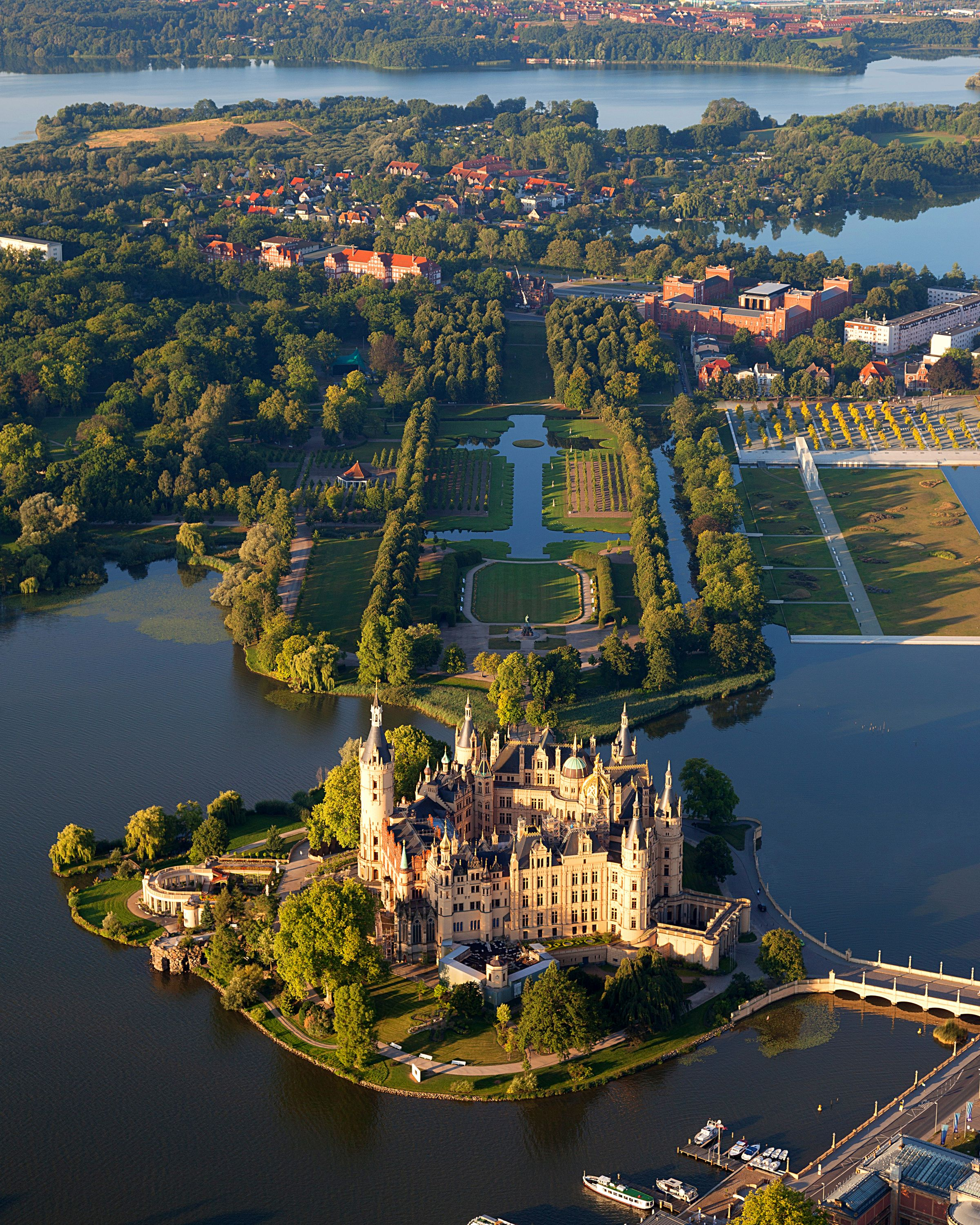
Schwerins slott.

Schwerin är en kretsfri stad och huvudstad i den tyska delstaten Mecklenburg-Vorpommern. Den ligger omkring 55 kilometer sydost om Lübeck och omkring 70 kilometer söder om Rostock. Schwerin är huvudstad i delstaten och som sådan den minsta i förbundsrepubliken med sina omkring 99 000 invånare.
Schwerin ligger i den västligaste delen av delstaten på den Mecklenburgska sjöplatån vid den sydligaste änden av Schweriner See. Inom stadens gränser finns ytterligare ett antal sjöar i ett skogrikt landskap.
Omkring tjugo kilometer söder om staden passerar motorvägen A 24 (Europaväg 26) mellan Hamburg och Berlin. Motorväg A 14 (Bundesautobahn 14) går norrut från A 24 mot Schwerin och vidare till Wismar.

## Historia

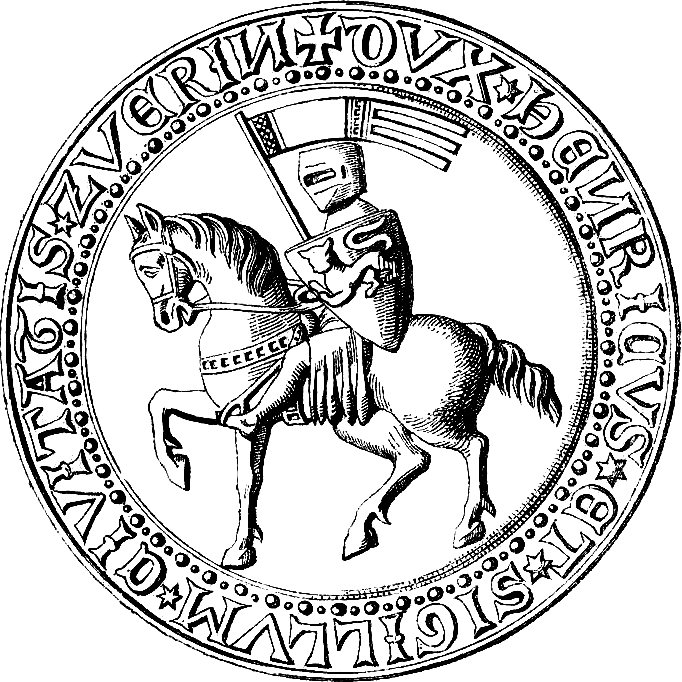
Schwerins sigill från 1298.

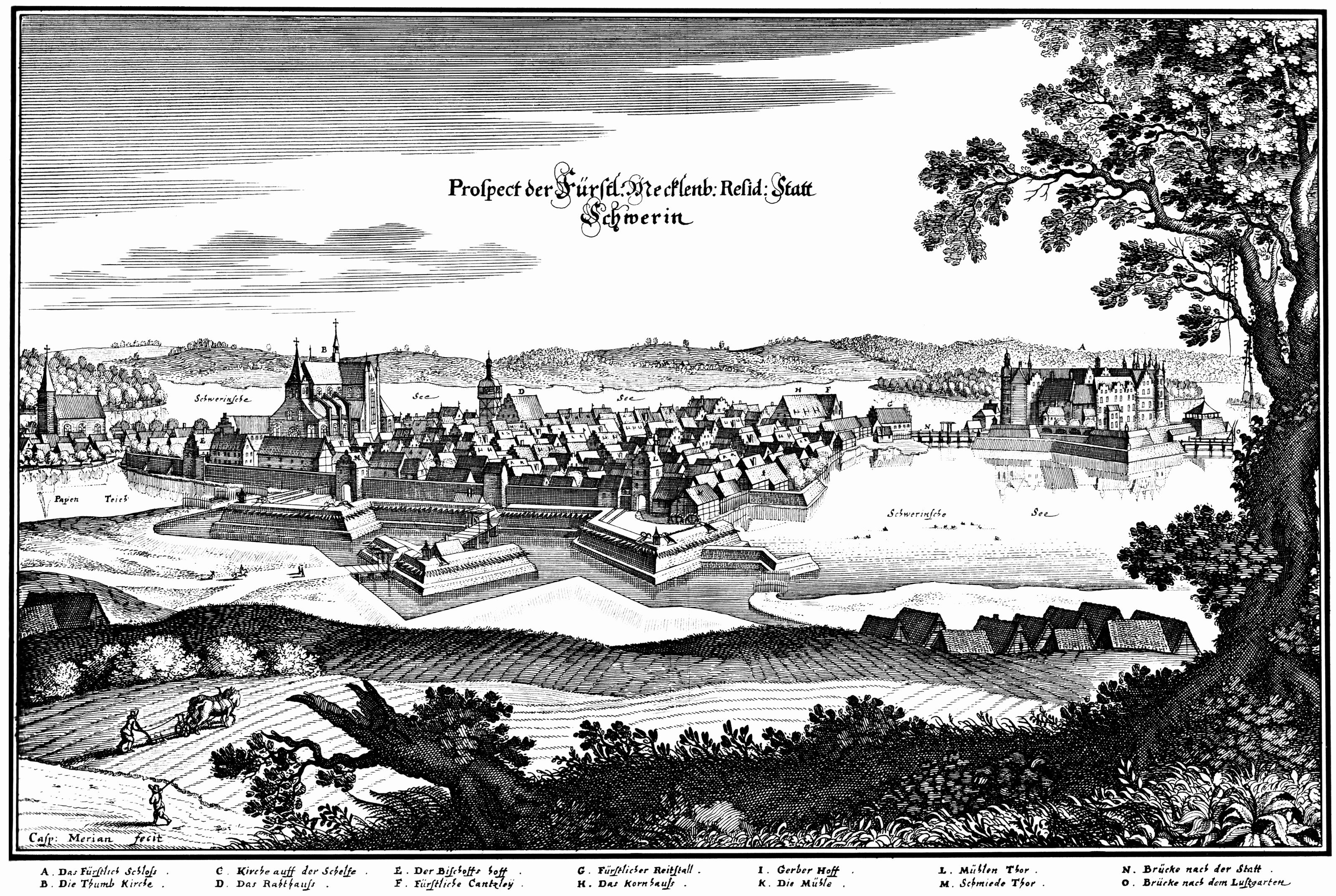
Schwerin 1653.

Omkring år 500 etablerade slaver av stammen obotriter en borg, Swarzyn, för sin furste i området. Enligt bedömning av olika historiker var det samma borg som omnämns av en spansk resenär år 965. En annan slavisk borg fanns nära det nutida samhället Dobin am See. Både Henrik Lejonet och danska enheter misslyckades 1147 med att erövra borgen.
År 1160 lyckades Henrik Lejonet besegra furst Niklot och lät bygga en ny borg på platsen för den nedbrända slaviska borgen. År 1167 flyttade cisterciensermunken Berno sitt biskopssäte till Schwerin och samma år blev orten huvudort i grevskapet Schwerin under greve Gunzelin. Efter invigningen av den av Henrik Lejonet stiftade domkyrkan 1171 blev Schwerin centrum för kristendomen i det som senare blev Mecklenburg. Staden hade vid denna tid cirka 500 invånare.
En tid gick stadens utveckling inte lika fort som önskat på grund av oenigheter mellan greven och biskopen. Fram till 1340 ersattes stadens palissad av trä med en ringmur av sten. Schwerins första rådhus var klart 1351 och brann ned tre gånger, men byggdes alltid åter upp på samma ställe. Den nya ringmuren var en viktig anledning att Albrekt den store 1358 misslyckades med sin belägring av staden. Grevskapet upplöstes däremot samma år då greven dog utan efterkommande och Albrekt köpte staden, som numera var en del av hertigdömet Mecklenburg, för 20 000 mark silver.
Under Henrik IV:s tid föll många invånare offer för pesten och först under Magnus II blev situationen bättre. Under trettioåriga kriget påverkades Schwerin inte lika tydligt som hela hertigdömet. Ett försök att etablera nya industrier i staden misslyckades under 1700-talet på grund av adelns och riddarnas motstånd. År 1765 flyttades hertigarnas residens från Schwerin till Ludwigslust.
Under 1800-talet byggdes nya sten- och fackverkhus istället för de gamla trähusen och även ringmuren revs för att använda materialet för nya byggen. Olika stadsdelar byggdes på träskmark som utgjorde svåra projekt för stadens byggmästare. Under 1837 beslutades att hertigarnas residens skulle flyttas tillbaka och på grund av att den gamla borgen var i dåligt skick påbörjades ett helt nytt slott. Ritningarna skapades av arkitekten Georg Adolf Demmler efter franska renässansslott. I samband med den industriella revolutionen fick Schwerin järnvägsanslutning, ett elektricitetsverk, en spårvagnslinje och en ångbåt för utflykter på Schweriner See.
Första världskriget medförde hunger och nöd för stadens befolkning och 1918 blev Schwerin huvudort i fristaten Mecklenburg-Schwerin. I valet 1932 vann nazistpartiet med liten marginal i fristaten som sedan blev en del av Gau Mecklenburg. Under kristallnatten 1938 förstördes Schwerins synagoga och 1942 deporterades stadens sista judar till olika koncentrationsläger.
Staden var under andra världskriget flera gånger mål för amerikanska och brittiska bombningar, men dessa var inte lika förödande som i andra nordtyska städer då Schwerin saknade större industrianläggningar. I närheten av Schwerin slutade den så kallade dödsmarschen från koncentrationslägret Sachsenhausen med cirka 18 000 överlevande. Schwerin intogs 2 maj 1945 av amerikanska enheter men ingick senare i den sovjetiska ockupationszonen.
Efter bildandet av Tyska demokratiska republiken (DDR) blev Schwerin huvudort i ett län (Bezirk) med samma namn. Flera nya stadsdelar tillkom och dessutom skapades en djurpark, nya sport- och kongressanläggningar samt ett TV-torn.
Efter den tyska återföreningen 1990 blev Schwerin säte för regeringen i förbundslandet Mecklenburg-Vorpommern.

## Befolkningsutveckling
Befolkningsutveckling  i Schwerin:

## Vänorter
Staden Schwerin har följande vänorter:
- Odense kommun i Danmark
- Piła i Polen
- Reggio nell'Emilia i Italien
- Tallinn i Estland
- Vasa i Finland
- Växjö kommun i Sverige
- Wuppertal i Tyskland

## Stadens vapen
Schwerins vapen visar Henrik Lejonet som sitter på en häst på blå grund. Han har en riddarrustning på och bär en flagga i högra handen samt en trekantig sköld i den vänstra. På skölden visas ett lejon. Alla element utom bakgrunden är guldfärgade.
Vapnet hade sin nuvarande form redan från 10 april 1858 till 30 september 1939. Mellan 1939 och 1991 hade Schwerin ett modifierat vapen.

Schwerins vapen.
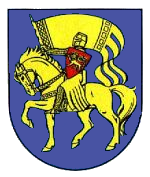
Vapen från 1939 till 1991.

## Idrott
Idrottsföreningen Schweriner SC (SSC) är känd för sitt framgångsrika damvolleybollag, som blev tyska mästare i volleyboll tio gånger (senaste gången säsongen 2012/2013).

## Kommunikationer

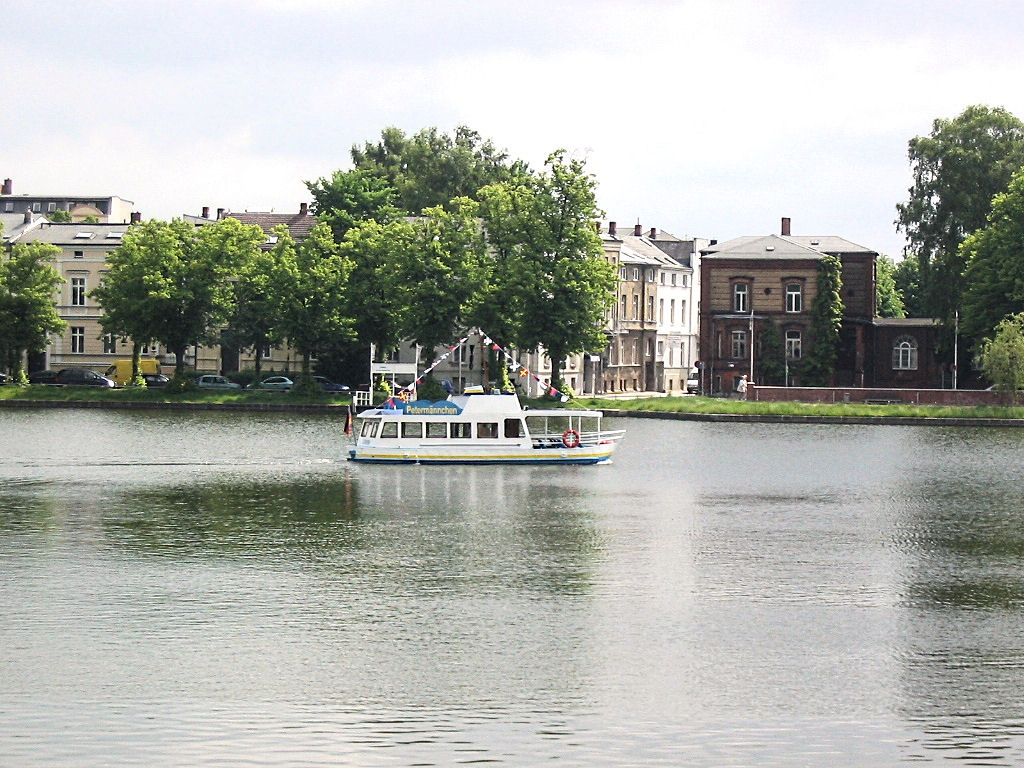
Färjan Petermännchen.

### Kollektivtrafik
Kollektivtrafiken i Schwerin består av fyra  spårvagnslinjer, 14 busslinjer och en båtlinje.  Spårvagns- och bussnätet täcker hela staden.  Båtlinjen Petermännchen drivs mellan april och oktober på den konstgjorda sjön Pfaffenteich.

### Järnvägar
I Schwerin börjar järnvägarna till Rehna och Parchim, som trafikeras med regionaltåg. Staden ligger också vid järnvägslinjerna Hamburg-Rostock och Wismar-Ludwigslust/Berlin. Sträckan Hamburg-Rostock/Stralsund drivs också med fjärrtåg.

### Vägar
Genom staden går förbundsvägarna (tyska: Bundesstrasse) B104, B 106 och B321. Tjugo kilometer söder om Schwerin finns motorvägen (tyska: Autobahn) A24 (Hamburg–Berlin) och öster om staden går A14, som förbinder motorvägen A24 med A20.

## Sevärdheter

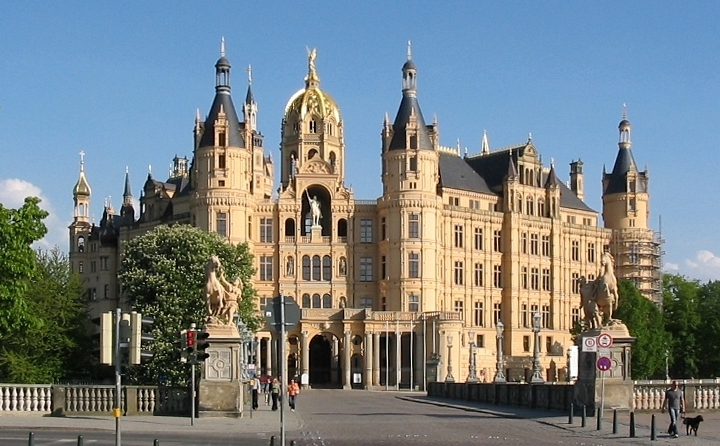
Schwerins slott.

- Schwerins slott, var residensen av de mecklenburgska hertigarna (från 1800-talet)
- Schwerins domkyrka, gotisk kyrka uppförd i tegel
- Schelfkyrkan, uppförd i barock stil under 1700-talet
- Nyklassisk stadskärna från 1800-talet
- Staatliches Museum Schwerin, konstmuseum

## Kända personer
- Ludwig Bölkow, ingenjör och företagsledare (jetmotorutveckling under andra världskriget)
- Wilhelm Herbst, tandläkare
- Wilhelm Gustloff, nazistledare, som gav namn åt fartyget, som med cirka 10 000 flyktingar sänktes av en rysk ubåt
- Niklot Beste, luthersk ärkebiskop 1947–1971
- Oliver Riedel, basist i metalgruppen Rammstein.

## Musikgrupper
- De Plattfööt